# I Remember You (Lied)
I Remember You ist ein Lied und dritte Single der US-amerikanischen Hard-Rock-Band Skid Row aus dem Jahr 1989.

## Hintergrund
Der Song wurde von Rachel Bolan und Dave Sabo geschrieben. Produziert wurde er von Michael Wagener. Er erschien im November 1989 bei Atlantic Records als Single.
Bassist Rachel Bolan sagte, „I Remember You was just that one thing that kind of came out the way it did, and it was something that wasn't planned. It was a cool chord progression that Snake had, and I wrote some lyrics, and we worked on it.“ („I Remember You war eines von den Dingen, die irgendwie so passierten, wie sie passierten, und es war etwas, das nicht geplant war. Es war eine coole Akkordprogression, die Snake spielte, und ich schrieb einen Text, und wir arbeiteten dran.“)
Vor der Albumveröffentlichung probierte die Band den Song in vielen Clubs und Bars aus und er kam besonders bei den Frauen gut an. Allerdings wollte die Gruppe keine „chick band“ sein, weswegen Bolan und Sabo zögerten, den Titel aufs Album zu nehmen. Jedoch sahen insbesondere Sänger Sebastian Bach und das Label das Potential des Songs und überzeugten die anderen, den Titel mit hinzuzufügen.
In einem Interview 2007 kommentierte Bach, der Titel sein in seiner Wahrnehmung der „number-one prom song in the United States of America in the year 1990 …You talk about making memories! Literally the whole country of America did their prom dance to 'I Remember You' one year, and that's a real heavy memory to beat.“
2003 erschien eine Wiederveröffentlichung der Single mit dem zu dieser Zeit aktuellen Sänger der Band, Johnny Solinger, I Remember You, das auf dem Album Thickskin enthalten war.

## Charts und Chartplatzierungen
| ChartsChartplatzierungen       | Höchstplatzierung | Wochen |
| ------------------------------ | ----------------- | ------ |
| Vereinigtes Königreich (OCC)   | 36 (4 Wo.)        | 4      |
| Vereinigte Staaten (Billboard) | 6 (20 Wo.)        | 20     |